# 永动机
永动机是指不需外界输入能源、能量或在仅有一个热源的条件下便能够不断运作的机械。历史上人们曾经热衷于研制各种类型的永动机，其中包括达芬奇、焦耳等学术大師。在热力学体系建立后，學界認定永动机相悖於热力学基本原理的设想，將其從正統學術界中排除，但人們追尋永动机的研究始終未曾間斷。然而从一个侧面也可以认为，人类对永动机的热情以及制造永动机的种种实践，推动了热力学体系的建立和机械制造技术的进步。
1775年法国科学院通过决议，宣布永不接受永动机。现在美国专利及商标局严禁将专利证书授予永动机类的申请。
2017年證實時間晶體的存在，其原子運動無需任何外界能量來維持，符合「永動」的字面定義，但其能量在加入額外的能量前不可能被利用。如果時間晶體的熵不夠高，晶體可能會四散成粒子，因為後者才有更高的熵值，雖然這可能需要很久的時間。

## 第一类永动机

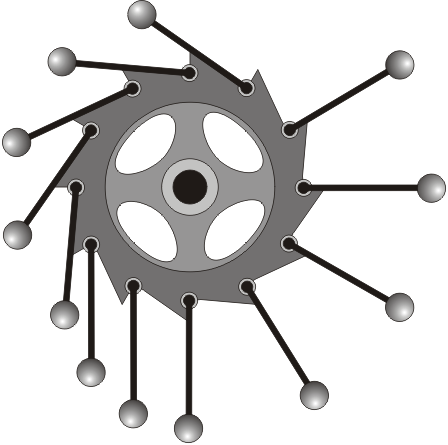
魔轮：右侧重垂在重力作用下远离转动轴，力矩随之增大，驱动魔轮转动，但由于左侧重垂数量更多，平衡了系统力矩，永动无法实现。

第一类永动机是最古老的永动机概念，这一类永动机试图以机械的方式在不获取能源的前提下使体系持续地向外界输出能量。
历史上最著名的第一类永动机是法国人亨内考在十三世纪提出的“魔轮”，魔轮通过安放在转轮上一系列可动的悬臂实现永动，向下行方向的悬臂在重力作用下会向下落下，远离转轮中心，使得下行方向力矩加大，而上行方向的悬臂在重力作用下靠近转轮中心，力矩减小，力矩的不平衡驱动魔轮的转动。十五世纪，学者达芬奇也曾经设计一个相同原理的类似装置，1667年曾有人将达芬奇的设计付诸实践，制造一部直径5米的庞大机械，但是这些装置经过试验均以失败告终。
除了利用力矩变化的魔轮，还有利用浮力、水力等原理的永动机问世，但经过试验，已確認这些永动机方案失敗或僅只是骗局，无一成功。
1842年荷兰科学家迈尔提出能量守恒和转化定律；1843年英国科学家詹姆斯·焦耳提出热力学第一定律，他们从理论上证明能够凭空制造能量的第一类永动机是不能实现的。热力学第一定律的表述方式之一就是：第一类永动机不可能实现。

## 第二类永动机
在热力学第一定律问世后，人们认识到能量是不能被凭空制造出来的，于是有人提出，设计一类装置，从海洋、大气乃至宇宙中吸取热能，并将这些热能作为驱动永动机转动和功输出的源头，这就是第二类永动机。
历史上首个成型的第二类永动机装置是1881年美国人约翰·加姆吉为美国海军设计的零发动机（Zeromoter），这一装置利用海水的热量将液氨汽化，推动机械运转。但是这一装置无法持续运转，因为汽化后的液氨在没有低温热源存在的条件下无法重新液化，因而不能完成循环。
1820年代法国工程师尼古拉·卡诺设计一种工作于两个热源之间的理想热机——卡诺热机，卡诺热机从理论上证明热机的工作效率与两个热源的温差相关。德国人鲁道夫·克劳修斯和英国人开尔文在研究了卡诺循环和热力学第一定律后，提出了热力学第二定律。这一定律指出：不可能从单一热源吸取热量，使之完全变为有用功而不产生其他影响。热力学第二定律的提出宣判第二类永动机的無效，而这一定律的表述方式之一就是：第二类永动机不可能实现。

## 永动机骗局
历史上曾经有无数人痴迷于永动机的设计和制造，在热力学体系建立之前，这些人中既有科学家，也有希望借此成名发财的投机者，而热力学体系建立后，致力于永动机设计的除了希望打破现有科学体系的“民间科学家”外，更多的则是一些借永动机之名牟取钱财的骗子。
历史上著名的永动机骗局有以下：
- 自动轮骗局：1714年時，德国人奥尔菲留斯声称发明了一部名为自动轮的永动机，这部机器每分钟旋转六十转，并能够将16公斤的物体提高相当的高度，在他宣布这消息並进行公开实验后，名噪整个德国。1717年一位来自波兰的州长在验看安放自动轮的房间后，派军队把守这座房屋，40天后他发现自动轮仍在转动，便给奥尔菲留斯颁发了鉴定证书。奥尔菲留斯靠展出自动轮获取了大量金钱，俄国沙皇彼得一世甚至与他达成价值10万卢布的购买协议。最终由于奥尔菲留斯的太太与女仆发生争执，女仆愤而曝光，原来自动轮是依靠隐藏在房间夹壁墙中的女仆牵动缆绳运转的，整个事件是一个骗局。

- 1860年代的巴黎博览会上曾展出过一种“永动机装置”，这个装置是一个不停转动的大轮子，参观博览会的观众对这架永动机非常好奇，纷纷逆旋转方向推动轮盘阻止轮子的转动；然而这个永动装置的设计者正利用了观众的好奇心，藉由他们向后转动轮盘的动作替永动机上紧发条以维持装置的运转。[11]

- 水變油事件：中国哈尔滨人王洪成曾在1984年提出一个永动机方案，他利用他设计的永动机驱动自家的洗衣机、电扇等装置运转，不久骗局被揭穿，他制作的永动机模型是用隐藏的鈕扣電池驱动的一个电动马达，而供应洗衣机、电扇运转的则是暗藏在地下的电线。1998年，王洪成提出自发电机的设计，称可以利用大功率蓄电池带动具备回充电功能的直流发电机，后经多次试验失败后再无下文，同年他的另一个骗局“水变油”被揭穿，本人也因此入狱。

- 中華宇宙能源超磁能機車：陳錦文以自發電機為號召，利用層壓式推銷手法（老鼠會）來進行吸金集資，並假稱是與台灣三陽工業合作開發的新型電動機車，內容於產品發表會中號稱無須加油、加水、充電即可騎乘，但經媒體記者查證後坦承該車仍需更換電池[12]，且三陽工業也在公司網站上公告並未與「台灣新動力產業股份有限公司」及「慶驊國際能源股份有限公司」合作或簽約研發「磁能發電機」與「磁能動力車」[13]。